# Mezeniwka
Mezeniwka (ukr. Мезенівка) – wieś na Ukrainie, w obwodzie sumskim, w rejonie sumskim, w hromadzie Krasnopilla. W 2001 liczyła 1273 mieszkańców, spośród których 1147 wskazało jako ojczysty język ukraiński, 110 rosyjski, 11 białoruski, 2 ormiański, a 3 inny.